# Le Celle
Koordinaten: 43° 17′ 39,2″ N, 12° 0′ 3,1″ O

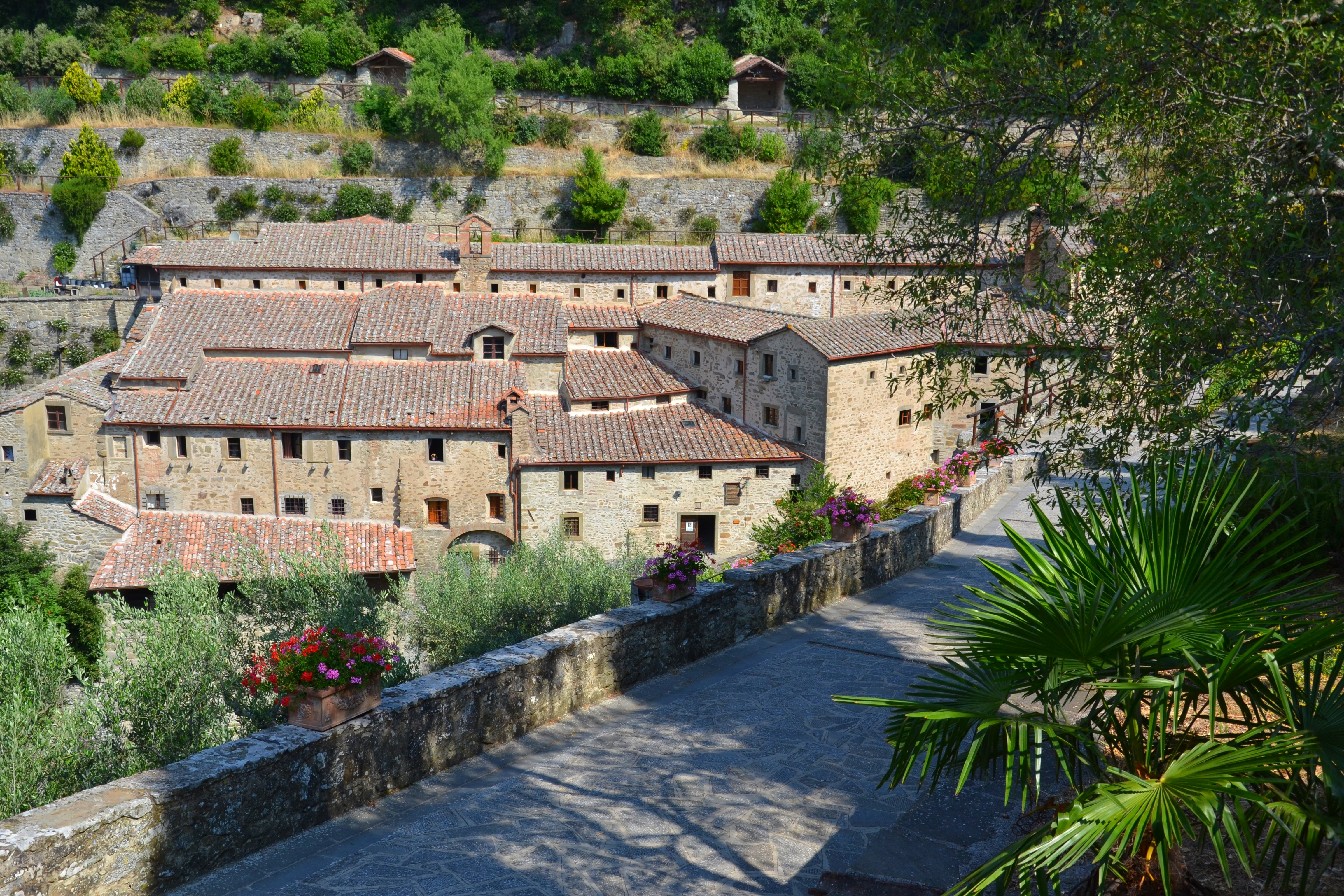
Einsiedelei Le Celle

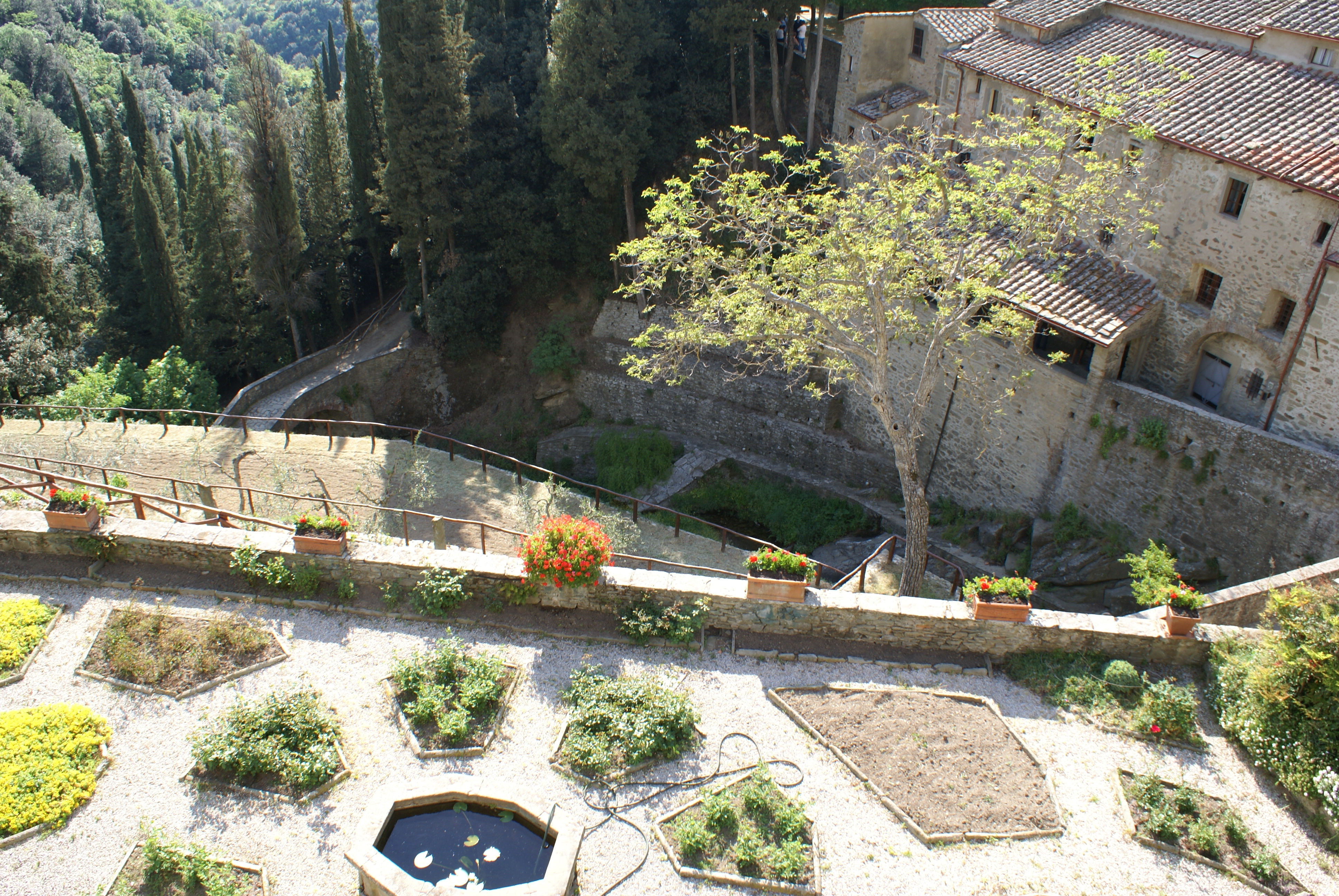
Treppenweg Gärten

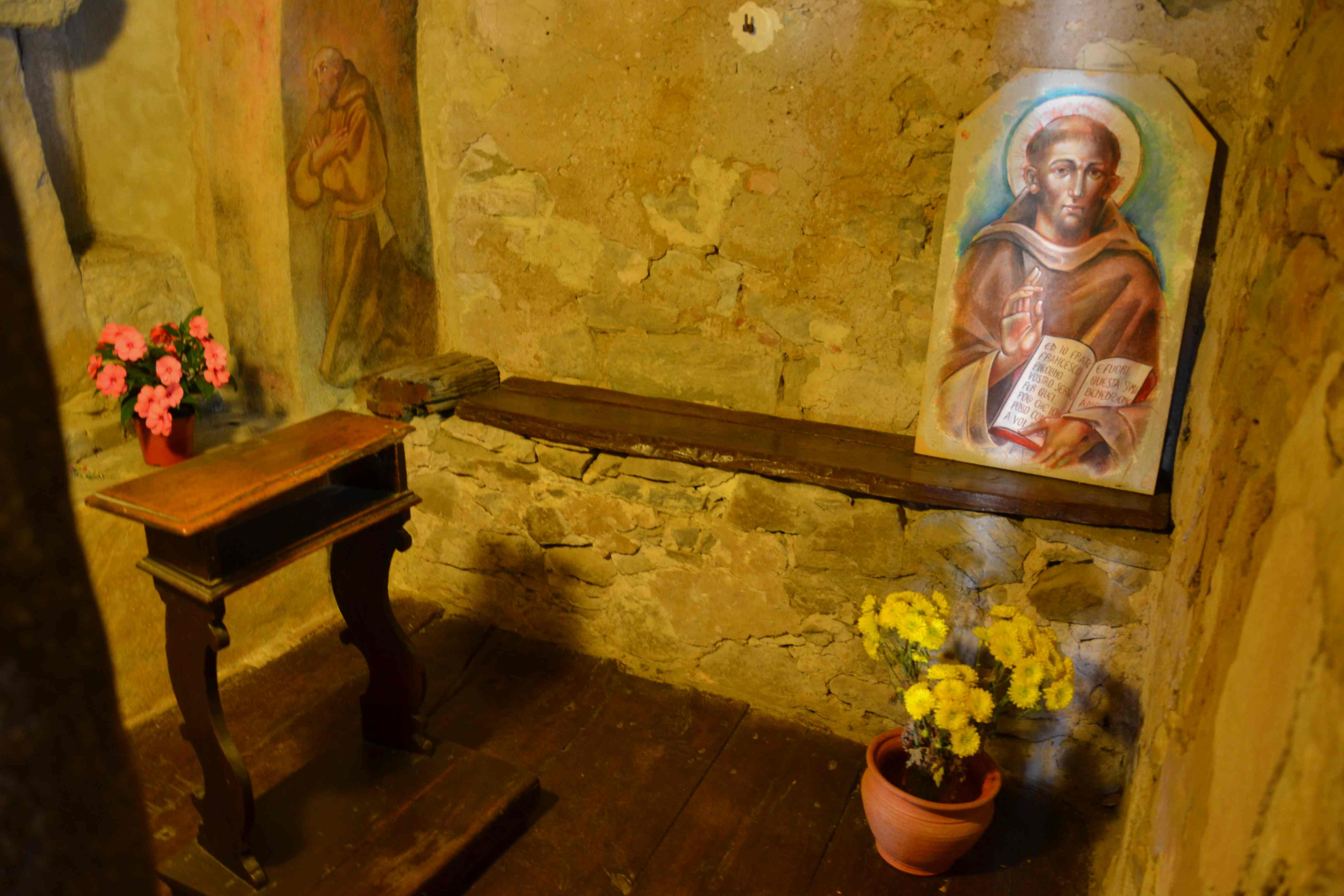
Der Überlieferung nach baute der heilige Franz von Assisi diese Zelle in der Einsiedelei. Man erkennt das sehr schmale einfache Liegebett.

Das Kloster Le Celle ist eine franziskanische Einsiedelei, die auf eine Gründung des heiligen Franz von Assisi im Jahr 1211 zurückgeht. Es befindet sich nahe der Stadt Cortona in der italienischen Provinz Arezzo.

## Geschichte
Franziskus kam 1211 auf Predigtwanderung ins Gebiet von Cortona. Als er einen Rückzugsort zum Gebet suchte, bot ihm der junge Adlige Guido Vagnottelli das Gelände der heutigen Celle an, damals unbebaut und menschenleer. Franziskus veranlasste den Bau einer ersten Cella, wo Guido, selbst für die franziskanische Bewegung gewonnen, mit einigen Brüdern das Ordensleben aufnahm. Franziskus besuchte die Cella erneut 1215 zur Osterfeier und zum letzten Mal in seinem Todesjahr 1226 auf der Sterbereise von Siena nach Assisi.
Ab 1235 ließ der Franziskaner-Generalminister Elias, ebenfalls aus Cortona stammend, die Ursprungscella um weitere fünf Zellen, ein Oratorium und ein Refektorium erweitern. So bestand die Niederlassung etwa hundert Jahre und geriet dann in Vergessenheit. Das Gelände kam ins Eigentum des Bistums Cortona.
Im Jahr 1537 übergab Bischof Leonardo Bonafide den Ort an den 1528 gegründeten franziskanischen Reformorden der Kapuziner. Diese bauten die bedeutsame Stätte mit Klosterkirche und 20 neuen Zellen entlang dem Berghang aus und machten sie für die nächsten fünf Jahrhunderte zu ihrem Noviziatshaus. Heute ist das Kloster als Casa di preghiera („Haus des Gebets“) ein spirituelles Zentrum.